# Ōishi Yoshino
Ōishi Yoshino (大石 芳野 (Đại Thạch Phương Dã) 28 tháng 5, 1944) là một phóng viên ảnh người Nhật.
Ōishi chào đời tại Suginami-ku, Tokyo vào ngày 28 tháng 5 năm 1944. Quá trình thưởng lãm nền mỹ thuật Melanesia trong thời gian theo học trường Đại học Nihon đã có ảnh huởng lớn đến sự nghiệp của bà, như khi sang viếng thăm Việt Nam và Campuchia vào năm 1966. Sau khi tốt nghiệp khoa nhiếp ảnh, bà chính thức trở thành một phóng viên ảnh tự do, làm việc tại Tây Phi, Đông Nam Á và châu Âu. Năm 1971 bà đã tổ chức một cuộc triển lãm tại Nikon Salon các bức ảnh chụp cảnh một đứa trẻ Ghana lớn lên ở Nagano; sau đó bà đã trải qua ba năm chụp ảnh New Guinea. Bà đã chụp ảnh chân dung và ghi nhận những ảnh hưởng của chế độ Khmer Đỏ tại Campuchia, tác hại của dioxin trong chiến tranh Việt Nam, công cuộc cải tổ (perestroika) ở Liên Xô, và nhiều hơn nữa.
Tác phẩm về Việt Nam của Ōishi's đã giúp bà đoạt giải Domon Ken. Trong cả hai năm 1982 và 1989, bà đã giành được giải thưởng thường niên của Hiệp hội Nhiếp ảnh Nhật Bản. Bà còn tham gia giảng dạy tại trường Đại học Bách khoa Tokyo. Tác phẩm của bà là bộ sưu tập ảnh vĩnh viễn thuộc Bảo tàng Nhiếp ảnh Tokyo.

## Tác phẩm đã xuất bản
- Itoshi no Nyūginia (愛しのニューギニア). Tokyo: Gakushū-kenkyūsha, 1978. (tiếng Nhật) On New Guinea.
- Hana modashi: Ōishi Yoshino shashinshū (花黙し 大石芳野写真集). Tokyo: Buronzu-sha, 1979. (tiếng Nhật)
- Onna no kuni ni natta Kanbojia (女の国になったカンボジア). Tokyo: Ushio Shuppansha, 1980. (tiếng Nhật) On Cambodia.
- Mukoku no tami: Kanbojia no shōgen (無告の民 カンボジアの証言). Tokyo: Iwanami Shoten, 1981. (tiếng Nhật) On Cambodia.
- Papua-jin: Ima seki-jidai ni ikiru (パプア人 いま石器時代に生きる). Tokyo: Heibonsha, 1981. (tiếng Nhật) On Papua.
- Wani no tami: Meraneshia geijutsu no hitobito (ワニの民 メラネシア芸術の人びと). Tokyo: Tōjusha, 1983. (tiếng Nhật) On Melanesia.
- Shōnen Papanī (少年パパニー). Tokyo: Yayoi Shobō, 1983. (tiếng Nhật) On a Ghanaian child in Nagano.
- Oki no kuni (隠岐の国). Tokyo: Kumon Shuppan, 1984. ISBN 4-87576-177-5. (tiếng Nhật) On the Oki islands.
- Shōgen suru tami: Jūnen ato no Betonamu sensō (証言する民 十年後のベトナム戦争). Tokyo: Kodansha, 1984. ISBN 4-06-201079-8. (tiếng Nhật) On Vietnam.
- Okinawa ni ikiru (沖縄に活きる). Tokyo: Yōbisha, 1986. (tiếng Nhật) On Okinawa.
- Okinawa no genzō: Uchi to soto no sōkoku (沖縄の原像 内と外との相克). Naha: Nirai-sha, 1988. ISBN 4-88024-112-1. With Masanori Nakahodo (仲程昌徳). (tiếng Nhật) On Okinawa.
- "Yoru to kiri" o koete: Pōrando kyōsei shūyōjo no seikansha-tachi (〈夜と霧〉をこえて ポーランド・強制収容所の生還者たち). Tokyo: NHK, 1988. ISBN 4-14-008612-2. (tiếng Nhật) On the survivors of German Nazi concentration camps in occupied Poland during World War II.
- Yoru to kiri wa ima (夜と霧は今) / Those Who Survived the Concentration Camps. Tokyo: Yōbisha, 1988. ISBN 4-946419-55-1. (tiếng Nhật)
- Sobieto henreki: Ōishi Yoshino shashinshū (ソビエト遍歴 大石芳野写真集). Tokyo: NHK, 1991. ISBN 4-14-009166-5. (tiếng Nhật) On the Soviet Union.
- Kanashimi no Sobieto: Minzoku o aruku (悲しみのソビエト 民族をあるく). Tokyo: Kodansha, 1991. ISBN 4-06-205400-0. (tiếng Nhật) On the Soviet Union.
- Ano hi, Betonamu ni kare-hazai ga futta: Sensō no kizu-ato o mitsumetsuzuketa shinjitsu no kioku (あの日、ベトナムに枯葉剤がふった 戦争の傷あとを見つめつづけた真実の記録). Tokyo: Kumon Shuppan, 1992. ISBN 4-87576-741-2. (tiếng Nhật) On Vietnam.
- Okinawa: Datsuwa no jidai (沖縄・脱和の時代). Naha: Nirai-sha, 1992. ISBN 4-88024-157-1. (tiếng Nhật) On Okinawa. Text by Takeshi Miki (三木健).
- Kanbojia kugai tenshō: Ōishi Yoshino foto-dokyumento (カンボジア苦界転生 大石芳野フォト・ドキュメント). Tokyo: Kodansha, 1993. ISBN 4-06-314603-0. (tiếng Nhật)
- Kamera o kata ni mita sekai (カメラを肩に見た世界). Messēji 21. Tokyo: Rōdō-junpō-sha, 1993. ISBN 4-8451-0323-0. (tiếng Nhật)
- Hiroshima hanseki no shōzō: Yasuragi o motomeru hibi (半世紀の肖像 やすらぎを求める日々). Tokyo: Kadokawa Shoten, 1995. ISBN 4-04-851108-4. (tiếng Nhật) On Hiroshima.
- Chiisa na kusa ni (小さな草に). Tokyo: Asahi Shinbunsha, 1997. ISBN 4-02-257060-1. (tiếng Nhật)
- Kakki afurete nagai sensō no ato: Betonamu (活気あふれて長い戦争のあと ベトナム). Ajia no kodomo-tachi. Tokyo: Sōdo Bunka, 1997. ISBN 4-7945-0711-9. (tiếng Nhật) On Vietnamese children.
- Okinawa wakanatsu no kioku (沖縄若夏の記憶). Tokyo: Iwanami Shoten, 1997. ISBN 4-00-022358-5. (tiếng Nhật) On Okinawa.
- Inochi no ki: Ajia no hitobito to shizen (生命の木 アジアの人びとと自然). Tokyo: Sōdo Bunka, 1998. ISBN 4-7945-0764-X. (tiếng Nhật)
- Betonamu rin to: Ōishi Yoshino shashinshū (ベトナム凛と 大石芳野写真集) / Vietnam after the War. Tokyo: Kodansha, 2000. ISBN 4-06-210395-8. (tiếng Nhật)
- Kosobo hakai no hate ni: Ōishi Yoshino shashinshū (コソボ破壊の果てに 大石芳野写真集) / Ethnic Cleansing in Kosovo. Tokyo: Kodansha, 2002. ISBN 4-06-211309-0. (tiếng Nhật)
- Afuganisutan senka o ikinuku: Ōishi Yoshino shashinshū (アフガニスタン戦禍を生きぬく 大石芳野写真集) / Afghanistan: Life under Fire and the Sword. Tokyo: Fujiwara Shoten, 2003. ISBN 4-89434-357-6. (tiếng Nhật)
- Kosobo zetsubō no fuchi kara asu e (コソボ絶望の淵から明日へ). Tokyo: Iwanami Shoten, 2004. ISBN 4-00-026964-X. (tiếng Nhật) On Kosovo.
- Kodomo ikusayo no naka de: Ōishi Yoshino shashinshū (子ども戦世のなかで 大石芳野写真集). Tokyo: Fujiwara Shoten, 2005. ISBN 4-89434-473-4. (tiếng Nhật) On children.
- Tamashii to no deai: Shashinka to shakaigakusha no taiwa (魂との出会い 写真家と社会学者の対話). Tokyo: Fujiwara Shoten, 2007. ISBN 978-4-89434-601-7. (tiếng Nhật) Conversations with the sociologist Kazuko Tsurumi (鶴見和子).
- Kurokawa-nō no sato: Shōnai ni idakarete (黒川能の里 庄内にいだかれて). Tokyo: Seiryū Shuppan, 2008. ISBN 978-4-86029-214-0. (tiếng Nhật) With text by Akiko Baba (馬場あき子). On the Kurokawa nō theatre of Tsuruoka (Yamagata).
- "Fu-hatsudan" to ikiru: Inori o oru Raosu (<不発弾>と生きる 祈りを織るラオス). Tokyo: Fujiwara Shoten, 2008. ISBN 978-4-89434-661-1. (tiếng Nhật) On Laos.
- Shimura no iro: Shimura Fukumi, Shimura Yōko no senshoku (しむらのいろ 志村ふくみ・志村洋子の染織) / Colors of the Shimuras. Tokyo: Kyūryūdō, 2009. ISBN 978-4-7630-0935-7. (tiếng Nhật)(tiếng Anh) On the kimono of Fukumi Shimura and Yōko Shimura, and with text by them.
- Sore demo emi o (それでも笑みを). Tokyo: Seiryū, 2011. ISBN 9784860293345.
- Fukushima Fukushima: Tsuchi to ikiru: Ōishi Yoshino shashinshū (福島Fukushima 土と生きる 大石芳野写真集). Tokyo: Fujiwara Shoten, 2013. ISBN 978-4-89434-893-6. (tiếng Nhật) On Fukushima Prefecture after the tsunami.